# Samsung Gear Fit
Il Samsung Gear Fit è uno smartwatch prodotto da Samsung Electronics, e fa parte della famiglia di smartwatch Samsung Gear. È equipaggiato di un display AMOLED curvo ed è concepito per il monitoraggio dell'attività fisica. È progettato in particolare per il fitness ed ha applicazioni quali:
- misuratore di battito cardiaco[4]
- pedometro
- applicazioni di misura per attività quali Camminata, Corsa, Ciclismo, Hiking
- applicazioni monitoraggio Sonno & Stress

È stato messo in commercio l'11 aprile 2014.

## Caratteristiche
Samsung ha dichiarato che Gear Fit è il primo dispositivo indossabile al mondo con display touchscreen Super AMOLED curvo. È più piccolo e leggero degli smartwatch Gear 2 e Gear 2 Neo, ed è focalizzato sulla salute. È dotato di un display Super AMOLED da 1,84 pollici con una risoluzione di 432x128 pixel, è certificato IP67 come resistenza all'acqua. Gear Fit è dotato di contapassi, cardiofrequenzimetro e monitoraggio del sonno.
Una batteria da 210mAh alimenta il Samsung Gear Fit, che consente un utilizzo tipico da 3 a 4 giorni e fino a 5 giorni con un utilizzo ridotto. Le dimensioni dell'orologio sono: 23,4 mm × 57,4 mm × 11,95 mm e pesa 27 grammi
Samsung ha introdotto Gear Fit sul mercato l'11 aprile 2014.
A giugno 2016, Samsung ha annunciato il suo nuovo Samsung Gear Fit 2 . Il tracker delle attività è il seguito dell'originale Gear Fit, immesso sul mercato nel 2014. Il nuovo cinturino ha un design aggiornato, GPS integrato e la capacità di riconoscere automaticamenteterminate attività, una caratteristica sempre più comune nelle fasce di fitness e orologi.